# Leptothyrella ignota
Leptothyrella ignota är en armfotingsart som först beskrevs av Muir-Wood 1959.  Leptothyrella ignota ingår i släktet Leptothyrella och familjen Platidiidae. Inga underarter finns listade i Catalogue of Life.